# Міжуніверситетський центр з астрономії та астрофізики
Міжуніверситетський центр з астрономії та астрофізики (англ. Inter-University Centre for Astronomy and Astrophysics, IUCAA) — індійська автономна наукова установа, створена Комісією з університетських грантів для сприяння утворенню та зростанню наукових груп з астрономії та астрофізики в університетах Індії. Міжуніверситетський центр з астрономії та астрофізики розташований у кампусі Університету Пуне поруч із Національним центром радіоастрофізики, який керує Гігантським радіотелескопом метрових хвиль. Міжуніверситетський центр має кампус, спроєктований індійським архітектором Чарльзом Корреа. Логотипом центру є симетричний вузол Карріка з 8 самоперетинами.

## Історія

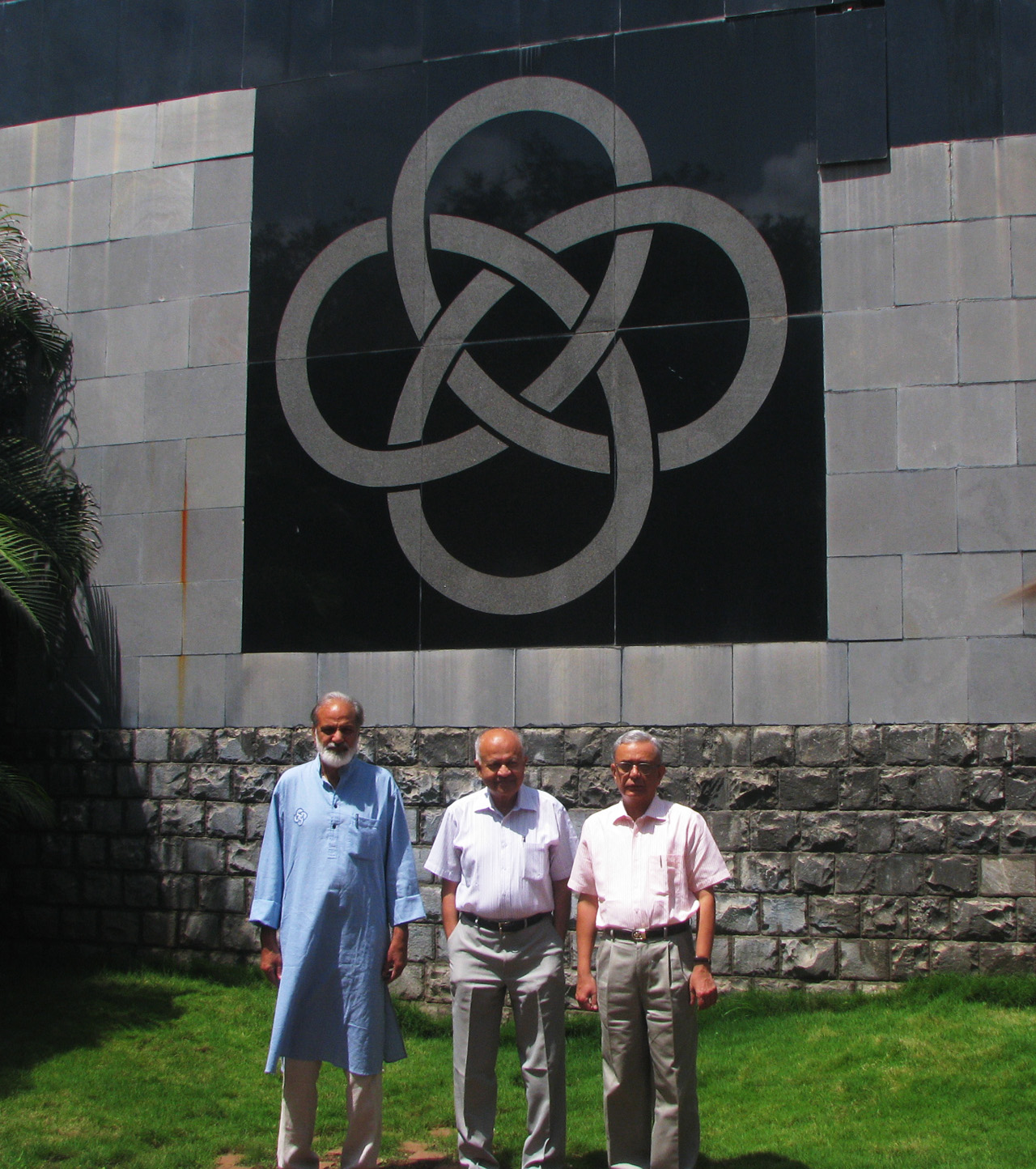
Троє членів-засновників і колишніх директорів Міжуніверситетського центру з астрономії та астрофізики

Після заснування Гігантського радіотелескопа метрових хвиль доктор Яш Пал із комісії з планування запропонував спільний дослідницький центр з астрономії та астрофізики. Працюючи над цією ідеєю, астрофізик Джаянт Нарлікар спільно з Аджитом Кембхаві та Нарешем Дадічем у 1988 році заснували Міжуніверситетський центр астрономії та астрофізики в кампусі Університету Пуне.
У 2002 році Міжуніверситетський центр з астрономії та астрофізики ініціював загальнонаціональну кампанію з популяризації астрономії та астрофізики в коледжах і університетах. Центр спільно з Фергюссонським коледжем з Пуне організував програми для відвідувачів для університетів у Нагпурі (Махараштра), Тхіруваллі (Керала), Сілігурі (Західний Бенгал) та інших.
Перше десятиліття Міжуніверситетський центр з астрономії та астрофізики очолював Джаянт Нарлікар, а потім Нареш Дадіч і Аджит Кембхаві. З вересня 2015 року директором є Сомак Райчаудхурі.

## Дослідження

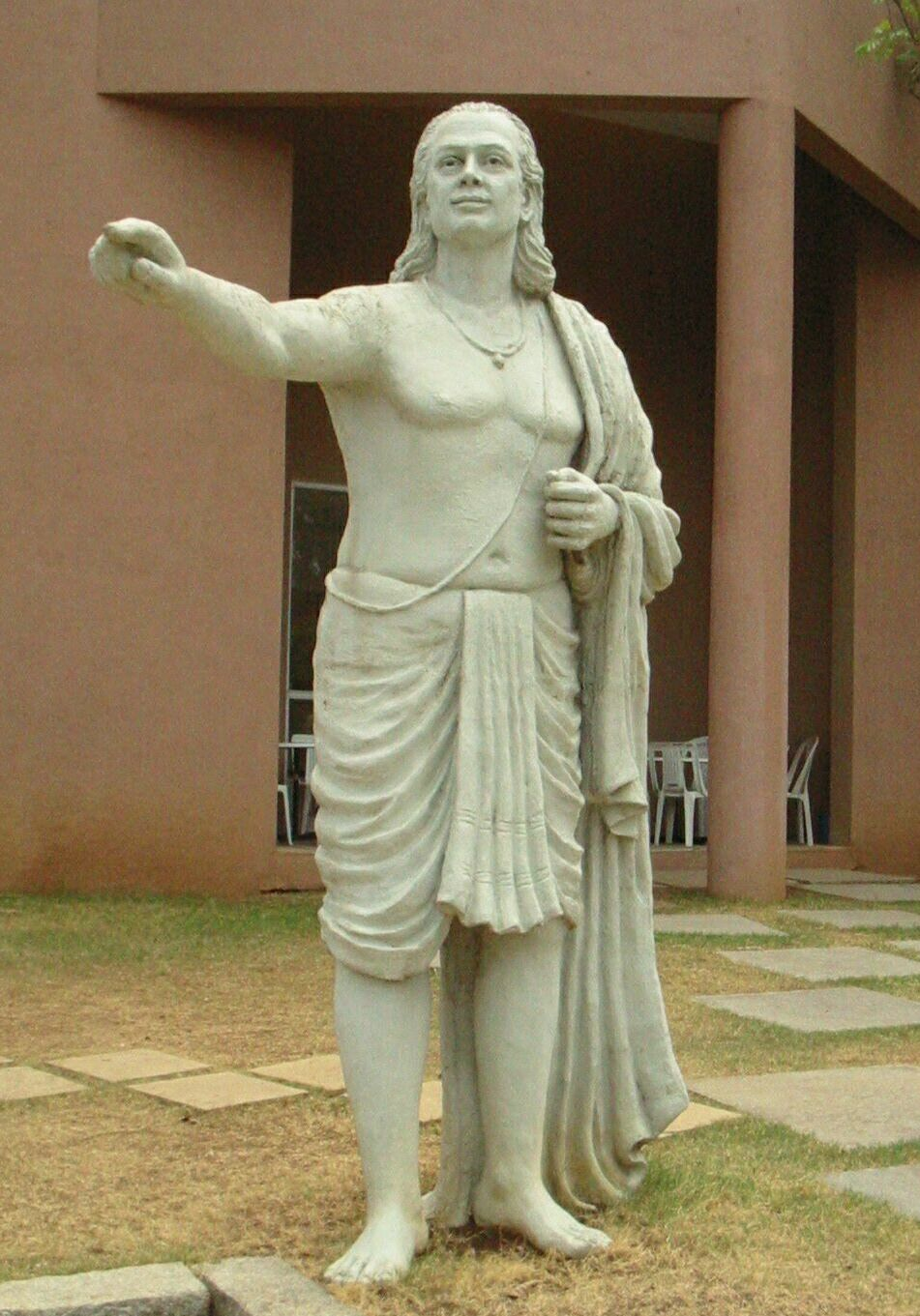
Статуя Ар'ябхати на території Міжуніверситетського центру з астрономії та астрофізики в Пуне

Вчені з Міжуніверситетського центру з астрономії та астрофізики проводять дослідження в широкому діапазоні галузей астрономії, астрофізики та фізики. Міжуніверситетський центр з астрономії та астрофізики має активні дослідницькі групи в таких галузях, як класична та квантова гравітація, космологія, гравітаційні хвилі, оптична астрономія, радіоастрономія, фізика Сонячної системи та приладобудування.
Міжуніверситетський центр з астрономії та астрофізики разом із Persistent Systems керує проєктом віртуальної обсерваторії. Обсерваторія надає користувачам доступ до сирих спостережних даних та до програмного забезпечення для їх обробки, розробленим інженерами Persistent.
Міжуніверситетський центр підтримує Обсерваторію Гіравалі за 80 км від міста Пуне, біля історичного міста Юннар. Окрім власної наукової роботи, ця обсерваторія виділяє частину спостережного часу для навчання, а також для пропозицій на спостереження від різних індійських університетів. Телескоп має головне дзеркало діаметром 2 метри, а головним його приладом є спектрограф і камера слабких об'єктів.
Міжуніверситетський центр з астрономії та астрофізики, разом із Дослідницьким інститутом Рамана та Індійським інститутом астрофізики в Бангалуру намагаються долучитись до проєктів великих телескопів, щоб отримати доступ до таких обсерваторій, як Гігантський магелланів телескоп, Тридцятиметровий телескоп і Надзвичайно великий телескоп.

## Популяризація науки
У 2004 році Міжуніверситетський центр з астрономії та астрофізики створив ініціативу «Експораторіум» з популяризації науки. Центр відкритий для всіх школярів з Пуне. Міжуніверситетський центр з астрономії та астрофізики був головним центром Індії для координації святкувань Міжнародного року астрономії. Ініціатива SciPop, створена за участю Джаянта Нарлікара, надає навчальні засоби для учнів, вчителів і астрономів-аматорів. Щороку 28 лютого Міжуніверситетський центр з астрономії та астрофізики організовує програму «День відкритої науки», під час якої всі охочі можуть відвідати заклад та ознайомитися з його науковою роботою.